# 楊永安
楊 永安（よう えいあん、生没年不詳）は、中国の南北朝時代末期の氐の首長。

## 経歴
沙州の氐帥であり、北周の開府・上柱国となった。580年、王謙が反楊堅の挙兵をおこなうと、永安は利州・興州・武州・文州・竜州・沙州の6州を扇動して呼応した。北周の大将軍の達奚長儒の攻撃を受け、沙州で敗れた。
徐日輝は楊永安が達奚長儒に敗れた時点を陰平国の正式な滅亡と位置づけている。